# أسماك اللخ
أسماك اللخ أو كوبيتيدي (باللاتينية: Cobitidae) (بالإنجليزية: true loaches)، هي فصيلة أسماك تنتمي لرتبة شبوطيات الشكل Cypriniformes .